# إف إل سي إل
إف إل سي إل(اليابانية: フ リ ク リ) هي سلسلة رسوم متحركة أصلية بالفيديو أنشأها وأخرجها كازويا تسوروماكي، كتبها يوجي إينوكيدو، وأنتجتها لجنة الإنتاج التابعة لـ إف إل سي إل، والتي تألفت من غيانكس برودكشن وكينج ريكورد إف إل سي إل هي قصة تتبع ناوتا ناندابا، وهو صبي يبلغ من العمر اثني عشر عامًا تنزعج حياته في الضواحي بسبب وصول هاروكو هاروهارا الغامض.
تم إصدار المسلسل المكون من ست حلقات في اليابان في الفترة من أبريل 2000 إلى مارس 2001 جنبًا إلى جنب مع مانجا ورواية. ظهرت لأول مرة في الولايات المتحدة على أدلت سويم في أغسطس 2003، حيث تمكنت من اكتساب شعبية كبيرة  وحظيت بشهرة واسعة، على الرغم من قصر طولها. واستمر بث المسلسل على الإنترنت لسنوات متتالية، بما في ذلك إعادة التشغيل على كتلة برمجة تونامي للشبكة من أكتوبر 2013 إلى يناير 2014،  وفي أبريل 2018.
في عام 2016، تم الإعلان عن موسمين جديدين يبلغ مجموعهما 12 حلقة كإنتاج مشترك بين إنتاج أي جي وتوهو  تم عرض الموسم الثاني لأول مرة في 2 يونيو 2018 على مجموعة تونامي من أدلت سويم، بينما تم عرض الموسم الثالث والأخير في 8 سبتمبر 2018. في اليابان.
الموسم الأول من إف إل سي إل هو قصة عن بلوغ سن الرشد وتدور حول ناوتا ناندابا ناوتا ناندابا، صبي من الطبقة العاملة يبلغ من العمر 12 عامًا يعيش مع والده الأرمل وجده. توقفت حياته في مدينة ماباسي بوصول مهووس بركوب الدرجات النارية يدعى هاروكو هاروهارا. حيث دهست دراجته نوتا ثم أعيد للحياة باستخدام سي بي أر وهذا قبل أن تضربه على رأسه بجيتارها الكهربائي بيدها اليسرى (Rickenbacker 4001 أزرق عتيق)  وتشرع في مطاردته. وجدوا هاروكو وهي تشق طريقها إلى حياتها كخادمة تعيش في المنزل، تكتشف نوتا أن إصابة الرأس التي تسببت بها تسببت في "N.O". البوابة، والتي تظهر منها الروبوتات العملاقة التي تنتجها شركة تعرف باسم ميكانيكا طبية بشكل دوري. تم ضرب أول هذه الروبوتات على رأسه بواسطة هاروكو وأصبح روبوت خدمة ودودًا يُسمى فيما بعد كانتي. يبتلع كانتي نوتا لأنه افترض أنه أول من امتلك الشكل الأحمرالذي سيساعده عند محاربة الروبوتات المرسلة من بعده.
تدعي هاروكو أنها محققة غريبة من جماعة في شرطة الفضاء المجرة، ووجودها يعرض ناوتا ومن حوله للخطر. بدلاً من ذلك، كشفت آماراو، قائد مكتب الهجرة بين النجوم، الذي له تاريخ مع هاروكو، أنها مغوية لا مبالية تسعى إلى التلاعب بالفضاء الذي يُدعى أتومسك والذي تم احتواؤه جزئيًا داخل كانتي. في كل مرة يتم فيها امتصاص نوتا بواسطة كانتي، يتم إحضار أتومسك تدريجيًا إلى الأرض. نظرًا لأن أتومسك محتجز في ميكانيكا طبية وهاروكو يضع الأرض في النهاية تحت التهديد، تحولت الشركة في النهاية مصنعها المتمركز على الكوكب إلى جهاز استصلاح يوم القيامة، في محاولة لإمتصاص نوتا وكانتي بواسطة النواة الطرفية لجهاز يوم القيامة. تفشل خطة هاروكو حيث انتهى الأمر بـ نوتا ليصبح مضيف أتومسك ثم أطلقه في الكون بعد معركة قصيرة أنهت هجوم ميكانيكا طبية على الأرض. يتبع هاروكو بعد أتومسك، ويعود ماباسي إلى بعض الأمور الطبيعية.
في الموسم الثاني، إف إل سي إل، عادت هاروكوإلى ماباسي بعد سنوات بعد محاولة فاشلة لاحتواء أتومسك، على الرغم من أنها تمكنت من استيعابه. بعد أن وضعت نفسها كمعلمة صف في المدرسة الإعدادية، تستهدف هاروكو فتاة تبلغ من العمر 14 عامًا تدعى هيدومي هيباجيري من خلال زميلتها في الفصل واهتمامها بالحب في نهاية المطاف كو أدي. تجد هاروكو معارضة في كل من السماعات التي ترتديها هيدومي وجوليا جينيو، وهي فرع أكثر رزانة من هاروكو التي انفصلت عنها أثناء محاولتها الأولية للسيطرة على قوة أتومسك. هاروكو يأكل جوليا في النهاية لاستعادة نفسها، ويستخدم إيدي للوصول إلى هيدومي. كما كان من قبل، يتسبب هذا في حدوث تضارب بين ميكانيكا طبية ومكتب الهجرة بين النجوم، حيث كان الأخير يعمل على الهندسة العكسية لتكنولوجيا كانتي لاستخدام نو. طاقات القناة لاستخدامها الخاص. يظهر أتومسك على الأرض كما هو مخطط له، لكن هاروكو ينتهي به الأمر بالفشل مرة أخرى مع أخذ جوليا المحررة إجازتها. تستعيد هاروكو رباطة جأشها وتستأنف بحثها عن أتومسكحيث تبدأ هيدومي وأيدي علاقتهما بينما يعيد ماباسي البناء بعد أن دمرت ميكانيكا طبية جزءًا كبيرًا منها.
في الموسم الأخير، إف إل سي إل لبديل، تدخل هاروكو في حياة طالبة المدرسة الثانوية كانا كوموتو وأصدقائها حيث أصبحت معلمة من نوع ما لـ كانا في مساعدة المراهق على الانتقال إلى مرحلة البلوغ بينما تبدأ ميكانيكا طبية هجومها على الأرض.

## الإنتاج
تم إخراج الموسم الأول من لبديل بواسطة كازويا تسوروماكي وتم إنتاجه بواسطة لجنة الإنتاج إف إل سي إل، والتي تضمنت غيانا وبرودكشن أي جي وستارشيلد ريكورد.
قال تسوروماكي إنه حاول «كسر قواعد» الأنمي عند صنع إف إل سي إل، على سبيل المثال، عن طريق اختيار فرقة يابانية معاصرة لتقديم الموسيقى التصويرية، ونمط العمل نفسه وذلك بعد «إعلان تلفزيوني ياباني أو فيديو ترويجي»، مما أدى إلى إنشاء هو عمل «قصير ولكنه كثيف».
صرح مارك هاندلر، مدير الترجمة وكاتب السيناريو في إف إل سي إل، أن توطين البرنامج النصي كان الجزء الأصعب من العرض. تضمنت النكات الموجودة في العرض إشارات غامضة لثقافة البوب والتي يجب فك تشفيرها ونقلها إلى الجماهير الإنجليزية. كان أحد الأمثلة هو الإشارة إلى تشيريو، وهو مشروب غازي متوقف في اليابان، بالنسبة للإصدار الإنجليزي، تم اختيار استخدام مشروب غازي أمريكي متوقف في ذلك الوقت، كريستال بيبسي. رد المخرج كازويا تسوروماكي على انتقادات إف إل سي إل، مشيرًا إلى أن «الفهم لا ينبغي أن يكون عاملاً مهمًا في إف إل سي إل».
مبنى ميكانيكا طبية المميز على شكل مكواة كبيرة. تصف شخصية أماراو هدف ميكانيكا طبية بأنه تدمير كل الفكر. يستخدم إف إل سي إل الحديد كتحلل رمزي لـ «الفكر» من خلال تنعيم التجاعيد كما يعادل إزالة تجاعيد الدماغ بالنسبة لتعريب اللغة الإنجليزية، كان على الفريق الياباني شرح المفهوم لأن الترجمة المباشرة للنص لم تنقل الأيديولوجية.

## الإصدار
```
في اليابان تم إصدار ستة مجموعات من أقراص دي في دي، تحتوي كل منها على حلقة واحدة، وذلك بواسطة غيانكس. بالإضافة إلى ذلك، تم إصدار صندوق تجميع دي في دي يحتوي على جميع مجموعات DVD الستة في اليابان في 13 أغسطس 2005.
[
19
]
 تم إصدار ثلاث مجموعات من أقراص DVD بواسطة سينك بوينت في أمريكا الشمالية. تم إصدار صندوق تجميع أقراص دي في دي، يحتوي على جميع مجموعات دي في دي للحلقات الإنجليزية، في 23 يناير 2007، ولكن منذ ذلك الحين نفد طبعته.
[
20
]
[
21
]
[
22
]
 في يناير 2010، أعلنت فنيميشن أنها حصلت على ترخيص المسلسل وستصدره على دي في دي و Blu-ray Disc في فبراير 2011.
[
23
]
 بعد فترة وجيزة، تم إصداره في أستراليا ونيوزيلندا بواسطة مادمان إنترتيمنت على مجموعة أقراص دي في دي مكونة من 3 أسطوانات وعلى قرص Blu-ray.
[
24
]
[
25
]
 كما تم ترخيصها في المملكة المتحدة بواسطة إم في أم فيلمز.
[
26
]
] تم بث المسلسل أيضًا في الولايات المتحدة على قناة كرتون نتورك أدلت سويم من 4 أغسطس 
[
27
]
 إلى 13 أغسطس 2003.
[
28
]
```

## وسائل الإعلام
الروايات
سلسلة روايات من ثلاثة مجلدات كتبها كاتب سيناريو الأنمي، يوجي إينوكيدو، ورسمها كازويا تسوروماكي وهيرويوكي إيمايشي، ونشرها كادوكاوا شوتين. صدرت الروايات في اليابان في يونيو 2000 وأكتوبر 2000 ومارس 2001 على التوالي. تم نشر النسخ باللغة الإنجليزية بواسطة توكيوبوب وتم إصدارها في أمريكا الشمالية في 11 مارس 2008 ؛ 9 سبتمبر 2008 ؛ و 10 مارس 2009 على التوالي. تغطي الروايات جميع حلقات الأنمي الستة، وتقدم عناصر لم تكن موجودة في الإنتاج الأصلي.
| الرقم | موعد النسخة الأصلية | رقم ISBN للنسخة الأصلية | موعد نسخة اللغة الإنجليزية | رقم ISBN لنسخة اللغة الإنجليزية |
| ----- | ------------------- | ----------------------- | -------------------------- | ------------------------------- |
| 1     | 1 يونيو 2000        | 4-04-423601-1           | 11 مارس 2008               | 978-1-427-80498-3               |
| 2     | 1 أكتوبر 2000       | 4-04-423602-X           | سبتمبر 2008                | 978-1-427-80499-0               |
| 3     | 1 مارس 2001         | 4-04-423603-8           | 10 مارس 2009               | 978-1-427-80500-3]]             |

مانجا
تم إنشاء مانغا من مجلدين بواسطة الفنان هاجيمي أويدا. تفسر المانجا المسلسل بعناصر معينة تم تغييرها وإزالتها، وتحكي أحداث الأنمي باستخدام أسلوب فني مختزل وسرعة غير ثابتة. دافع جاك كوتين عن الأسلوب الفني الفريد للمانجا، قائلاً "يمكن رسمها بشكل فظ في بعض الأحيان، لكن هذا الأسلوب يتناسب تمامًا مع القصة العامة والجو العام 
تم نشر المانجا بواسطة كودانشا وتم نشرها بشكل متسلسل في مجلة Z الشهرية. تم إصدار المجلدين في 23 أكتوبر 2000 و 23 أغسطس 2001 على التوالي. أعيد إصدار المانجا بتنسيق بونكوبان مع مجلدين بعنوان "Jō" (上 ، الأول) و "Ge" (下 ، نهائي) في مجموعتين من الصناديق الفردية بعنوان «كودانشا بوكس». كان حجم Jō في 7 مايو 2007 وتم إصدار حجم Ge في 4 يونيو 2007. تم إصدار نسخة منقحة من المانجا تانكوبون والتي تم إصدارها في مجموعات صندوقية، في 10 يناير 2012 و 9 فبراير 2012 على التوالي. フリクリ（上）
تم إصدار طبعات المانجا باللغة الإنجليزية بواسطة توكيوبوب في 16 سبتمبر 2003 وفي 4 نوفمبر 2003 على التوالي. في مارس 2011، أعلنت شركة دارك هورس كوميكس عن إعادة إصدار المانجا في طبعة شاملة. تم إصدار الطبعة الشاملة في 16 مايو 2012 وتتضمن صفحات القصة المعاد صياغتها، والسيناريو المعاد تصميمه، وصفحات ملونة إضافية.
الموسيقى التصويرية
يتم استخدام ستة مقطوعات موسيقية للحلقات؛ خمسة مواضيع افتتاحية وموضوع ختامي واحد، كلها من قبل فرقة الروك اليابانية ذا بويلس. مواضيع المعركة هي «نصيحة» و «ليتل باسترز» و «أعتقد أنني أستطيع»؛ الموضوعات الافتتاحية هي: «حياة واحدة»، استخدمت في الحلقة الأولى، «الموسيقى الفورية» في الحلقتين الثانية والثالثة، «إقامة سعيدة» في الحلقة الرابعة، «عداء عالية» في الحلقة الخامسة، و «كرنفال» في الحلقة السادسة. الموضوع الختامي لكل حلقة هو «رايد أون شوتنج ستار»، يُستخدم أثناء تسلسل النهاية الذي يظهر فيه يوكيكو موتويا وفيزبا.
أصدرت جينون انترتينمنت ثلاثة مقاطع صوتية أصلية تشمل أغاني ذا بويلس، والنتيجة التي كتبها الملحن شينكيتشي ميتسوموني. يحتوي المقطع الصوتي الأول، بعنوان إف إل سي إل رقم 1: مدمن (フ リ ク リ رقم 1 ア デ ィ ク ト)، على مسارات ظهرت في الحلقات الثلاث الأولى من إف إل سي إل . تم إصدار الموسيقى التصويرية في 4 أكتوبر 2000 في اليابان و 20 يناير 2004 في الولايات المتحدة. يحتوي المقطع الصوتي الثاني، بعنوان إف إل سي إل رقم 2: ملك القراصنة (フ リ リ 海賊王 رقم 2 海賊王 ، Furi Kuri رقم 2 Kaizoku-ō)، على مسارات ظهرت في الحلقات الثلاث الأخيرة من تم إصدار الموسيقى التصويرية في 25 يوليو 2001 باليابان و 7 سبتمبر 2004 في الولايات المتحدة. ". يتميز هذا المجلد بالعديد من الأعمال الدرامية الصوتية، مع قيام فريق إف إل سي إل بتشغيل الأجزاء المختلفة. بسبب الأعمال الدرامية المدرجة، يعمل هذا الألبوم كتتمة من نوع ما للأنمي. المقطع الصوتي الثالث، بعنوان إف إل سي إل رقم 3 (フ リ ク リ رقم 3)، هو عبارة عن تجميع للمقطعين الصوتيين الأولين، ويضم موسيقى ذا بويلس فقط. أطلق سراحهم في 8 يونيو 2005 و 7 يونيو 2005 في الولايات المتحدة. على عكس الموسيقى التصويرية السابقتين، فإن الأغاني هي النسخ الصوتية الأصلية من إل بي إس للفرقة. تم إصدار ألبوم رابع بعنوان فول أون كول (フ ー ル オ ン ク ー ル ジ ェ ネ レ ー シ ョ ン) في سبتمبر 2018 مع الموسيقى المستخدمة في التقدمي والبديل.

## الإستقبالات
لقد لقيت إف إل سي إل استقبالا إيجابيا في الغالب. تم وصف المسلسل بأنه «غريب» و «سريالي»،  وقد لوحظ بمحتواه الرمزي،  مؤامرة غير عادية،  وموسيقى تصويرية من تأليف ذا بيلوس.] كما لوحظت طبيعتها التجريبية أيضًا، والتي تتضمن مشهدًا كاملاً تم إنشاؤه في نمط الرسوم المتحركة المقطوعة للمسلسل الأمريكي المتحرك ساوث بارك،  أو حيل دوران الكاميرا التي تشبه ماتريكس.
وصفها كريستوفر ماكدونالد من شبكة شبكة أخبار الأنمي بأنها "مرحة للغاية" و "رائعة بصريًا" مع موسيقى رائعة، مشيرًا إلى أن عبوة حلقتين لكل قرص دي في دي هي نقطة الضعف الوحيدة في الإصدار الأصلي لـ سينك بوينت. روبرت نيلسون من تي أتش إي إم . مراجعات الأنمي أعطت الأنمي 4 من أصل 5 نجوم، مشيرة إلى أن "إف إل سي إل قد لا يكون لها حبكة مباشرة أو عميقة. قد لا يكون لها توصيفات معقدة. الجحيم، قد لا يكون لها أي معنى. لكن إف إل سي إل ينجح في هدفه الحقيقي. إنه كذلك متعة المشاهدة! " أعطاها كريس بيفريدج من مانيا علامة A− ، مشيرًا إلى أن" إف إل سي إل هو شيء سمح للمشاركين بتجربة مجموعة متنوعة من الأساليب والتقنيات ولا يبدو أنه تجريبي تمامًا. ولكن كل شيء تقريبًا نجح في صالح وينتهي بك الأمر بثلاث ساعات من الحركة السريعة والكوميديا والتعليق على الحياة الحديثة. " أشاد بريان روه بالمسلسل قائلاً:" لقد كان محمومًا للغاية واستمر في الضغط على ما كان ممكنًا في الرسوم المتحركة اليابانية .
راجع ديفيس سميث، كاتب العمود في أي جي إن، الأنمي بعد وقت قصير من عرضه باللغة الإنجليزية، حيث أشاد سميث في المقالة بسرد القصص غير المعتاد للمسلسل والرسوم المتحركة عالية الجودة والموسيقى التصويرية التي قدمتها ذا بيلوس. يكافئ المسلسل بنتيجة 9 من أصل 10، «المنطق يفرض أن إف إل سي إليجب أن يكون فوضى غير منضبطة وغير مؤثرة، بالنظر إلى كل الجنون الذي يحاول منشئوه اللحام به في كل عامل. ولكن في حين أنه من الصعب شرح السبب بالضبط، إنه يعمل. إنه يسليني. في بعض الأحيان، يجعلني أضحك؛ في بعض الأحيان، يجعلني أشعر ببعض الضبابية؛ في بعض الأحيان، يجعلني أرغب في الصراخ والعواء وإشعال الأشياء على النار وكسر النوافذ بمضارب البيسبول ونعم، ربما حتى تشتري فيسبا. هذا هو نوع النجاح الذي لا يمكنك المجادلة به»
من 3 يناير إلى 7 فبراير 2012، هايدن تشايلدز، من المجلة الإلكترونية نادي أي في، قام بتأليف تحليل أسبوعي من ستة أجزاء ومراجعة لكل حلقة من حلقات إف إل سي إل احتفالًا بالموسم الثالث القادم من أسطورة كورا، وهو سلسلة تأثرت بشدة بأسلوب الرسوم المتحركة في إف إل سي إل. في المقالة، قدم تشايلدز مراجعة إيجابية للغاية للمسلسل، حيث فهمها على أنها قصة مستوحاة من العصر السريالي،  قائلة «على الرغم من جميع جوانبها الجامحة والمربكة في البداية، فإن الهدف الرئيسي من إف إل سي إل هو الانطباعية وغالبًا توثيق طبيعي لمرور ناوتا إلى مرحلة النضج».
الجوائز والإشادات
في 12 أغسطس 2003، أشار بيان صحفي لشركة تايم ورنر إلى نجاح كرتون نتورك: إف إل سي إل«احتلت المرتبة 42 بين جميع العروض على الكابل المدعوم بالإعلانات بين البالغين 18-34». في عام 2003 أيضًا ، فازت قناة إف إل سي إل بالمركز الثالث لأفضل فيلم رسوم متحركة في مهرجان فانتاسيا.] في 24 فبراير 2007، تم ترشيح قناة إف إل سي إل لجائزة «أفضل طاقم»، وفازت بـ «أفضل مسلسل كوميدي» و «أفضل مسلسل قصير» في أول عرض لجوائز الأنمي الأمريكية. صنفت أنمي إنسايدر إف إل سي إل في المرتبة الرابعة في قائمتها لأفضل الرسوم المتحركة المرخصة باللغة الإنجليزية على الإطلاق في نوفمبر 2007.

## سلسلة تكميلية
ذكرت شبكة أخبار الأنمي في 31 أغسطس 2015 أن استوديو الإنتاج برودكشن أي جي ربما كان يخطط لإعادة إنتاج المسلسل الشهير بعد الإعلان عن شراء حقوق إف إل سي إلمن شركة الإنتاج جايناكس. أدى هذا إلى تكهن الكثيرين حول إمكانية إعادة إنتاج أو استمرار السلسلة. وفقًا لـ هيدياكي أنو ، تم تعيين استوديو آنو خارا في الأصل لشراء حقوق إف إل سي إل من جايناكس. قبل إتمام الصفقة ، رفعت جايناكس فجأة سعر الطلب مما تسبب في انخفاض الصفقة.
في 24 مارس 2016 عبر صفحات تونامي الرسمية على الفيسبوك وتمبلر، أُعلن أنه سيتم إنتاج 12 حلقة جديدة من إف إل سي إل بالتعاون مع برودكشن أي جي. تم تقسيم الحلقات إلى موسمين فرديين: إف إل سي إل تدريجي (フ リ ク リ プ ロ グ レ ، Furikuri Purogure ، «إف إل سي إل تقدم») وإف إل سي إل لبديل (フ リ ク リ オ ル タ ナ ، Furikuri Orutana ، «إف إل سي إل لبديل») والتي كانت بمثابة تكملة في البداية للمسلسل الشهير على أدلت سويم في أغسطس 2003. صمم مصمم شخصيات نيون جينيسيس إيفانجيليون يوشيوكي ساداموتو الشخصيات ، وعمل كازويا تسوروماكي ، مخرج مساعد في نيون جينيسيس إيفانجيليون ، كمخرج.
تم نشر ملخص السلسلة بواسطة أدلت سويم:
في الموسم الجديد من إف إل سي إل ، مرت سنوات عديدة منذ أن شارك نوتا وهاروهارا هاروكو مغامرتهما معًا. وفي الوقت نفسه ، تحتدم الحرب بين الكيانين المعروفين باسم ميكانيكا طبية والأخوة عبر المجرة. أدخل هيدومي، فتاة مراهقة صغيرة تعتقد أنه لا يوجد شيء مدهش يمكن توقعه من متوسط حياتها ، حتى يوم واحد عندما وصلت معلمة جديدة تدعى هاروكو إلى مدرستها. بعد فترة وجيزة ، تهاجم ميديكال ميكانيكا بلدتها وتكتشف هيدومي سرًا بداخلها يمكن أن ينقذ الجميع ، وهو سر لا يستطيع فتحه إلا هاروكو. لكن لماذا عاد هاروكو إلى الأرض؟ ماذا حدث لها ريكنباكر4001 غادرت مع نوتا؟ وأين ذهب الإنسان الآلي «كانتي»؟ 
تضمنت السلسلة التكميلية إف إل سي إل تدريجي عودة مصمم الشخصيات الأصلي يوشيوكي ساداماتو (دوره الخاص) ومنشئ السلسلة الأصلي كازويا تسوروماكي الذي أشرف على المشروع. كتب هيديتو إيواي النصوص ، وعمل كاتسويوكي موتوهيرو كمخرج رئيسي في المشروع ، مع كل حلقة تضم مخرجًا مختلفًا: كازوتو أراي وتوشيسا كايا ويوكي اوجاوا ويوشيهيدي إيباتا وكي سويزاوا وهيروشي إيكهاتا. [78] تم إنتاج الرسوم المتحركة في الغالب بواسطة برودكشن أي جي ، لكن استوديوهات سيجنال إم دي وجود بوطك برودكشن تعاملت مع الحلقتين 2 و 5 على التوالي. ساهمت ذا بويلس في الموسيقى التصويرية للمسلسل ،  على الرغم من أن النوتة الموسيقية كانت من تأليف «أر أو» من إن شركة فيرجو للإنتاج الموسيقي.
شهد إف إل سي إل البديل ، السلسلة الثالثة والأخيرة ، مرة أخرى عودة مصمم الشخصيات يوشيوكي ساداموتو ، والملحن R ・ O ・ N (مع مسارات للوسائد)، وكاتب السيناريو هيديتو إيواي ، والمشرف كازويا تسوروماكي. عاد كاتسويوكي موتوهيرو أيضًا كرئيس للمخرج ، على الرغم من أن يوتاكا أويمارا كان المدير الوحيد ، وعمل كيوتاكا سوزوكي كمساعد مخرج. أنتج من إنتاج I.G وريفو روت ونت الرسوم المتحركة للسلسلة.
م عرض إف إل سي إل تدريجي لأول مرة في 2 يونيو 2018 على مجموعة تونامي من أدلت سويم ؛  عرض بديل إف إل سي إل في 8 سبتمبر 2018 واختتم في 13 أكتوبر 2018. في اليابان ، عرضت «البديل والتقدمي» عروض مسرحية  في 7 سبتمبر 2018 و 28 سبتمبر 2018 على التوالي. عرضت الحلقة الأولى من إف إل سي إل لبديل بشكل غير متوقع في وقت مبكر في منتصف الليل في يوم كذبة أبريل على تونامي، وتم بثها بالكامل باللغة اليابانية مع ترجمة باللغة الإنجليزية. في يوم العرض الأول للموسم الثاني في الولايات المتحدة ، أعلن تونامي في وقت واحد عبر صفحته على الفيسبوك أنهم سيؤجلون النسخ المترجمة باللغة الإنجليزية لكلا الموسمين الجديدين حتى نوفمبر 2018، فيما يتعلق بإصدارات تنسيق الأفلام اليابانية.
أصدرت شركة وارنر برذرز. إف إل سي إل تدريجي على قرص دي في دي في 1 أكتوبر 2019. أصدرت لاحقًا إف إل سي إل لبديل على دي في دي جنبًا إلى جنب مع حزمة التحرير والسرد بلو راي من كلا التتابعين في 4 فبراير 2020.

## روابط خارجية
- إف إل سي إل على موقع ليتربوكسد (الإنجليزية)
- إف إل سي إل على موقع كينوبويسك (الروسية)
- إف إل سي إل على موقع ميوزك برينز (الإنجليزية)
- إف إل سي إل على موقع قاعدة بيانات الفيلم (الإنجليزية)

- إف إل سي إل في Funimation
- إف إل سي إل في Adult Swim
- إف إل سي إل (أنمي) في شبكة أخبار الأنمي